# Građanska platforma
Građanska platforma (polj. Platforma Obywatelska, skraćeno PO) demokršćanska je i liberalno-konzervativna politička stranka u Poljskoj. Predsjednik stranke od 2021. godine je Donald Tusk, koji je prethodno vodio stranku od 2003. do 2014. godine.
Stranka je osnovana 24. siječnja 2001. godine, te je djelovala u oporbi do parlamentarnih izbora 2007., kada je pobjedila stranku Pravo i pravda (PiS), te oformila vlast s Donaldom Tuskom kao predsjednikom Vlade. Tusk je ostao na poziciji predsjednika Vlade i stranke do 2014. godine kada postaje predsjednik Europskog vijeća. Građanska platforma je poražena na parlamentarnim izborima 2015. i 2019., te predsjedničkim izborima 2015. i 2020. godine.
Utemeljena je kao demokršćanska stranka koja zastupa ekonomski liberalizam. U prvim godinama vladavine stranka je bila bliže političkom centru, dok se 2010-ih približila desnici. Izražava snažnu podršku članstvu Poljske u EU i NATO-u. Najviše glasača stranke živi u Varšavi, te zapadnom i sjevernom dijelu države.
Građanska platforma punopravna je članica Europske pučke stranke.